# Сага о гренландцах

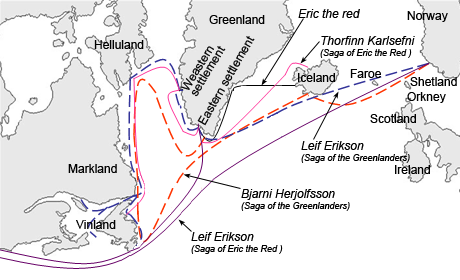
Пути странствий различных персонажей винландских саг на территорию современной Америки

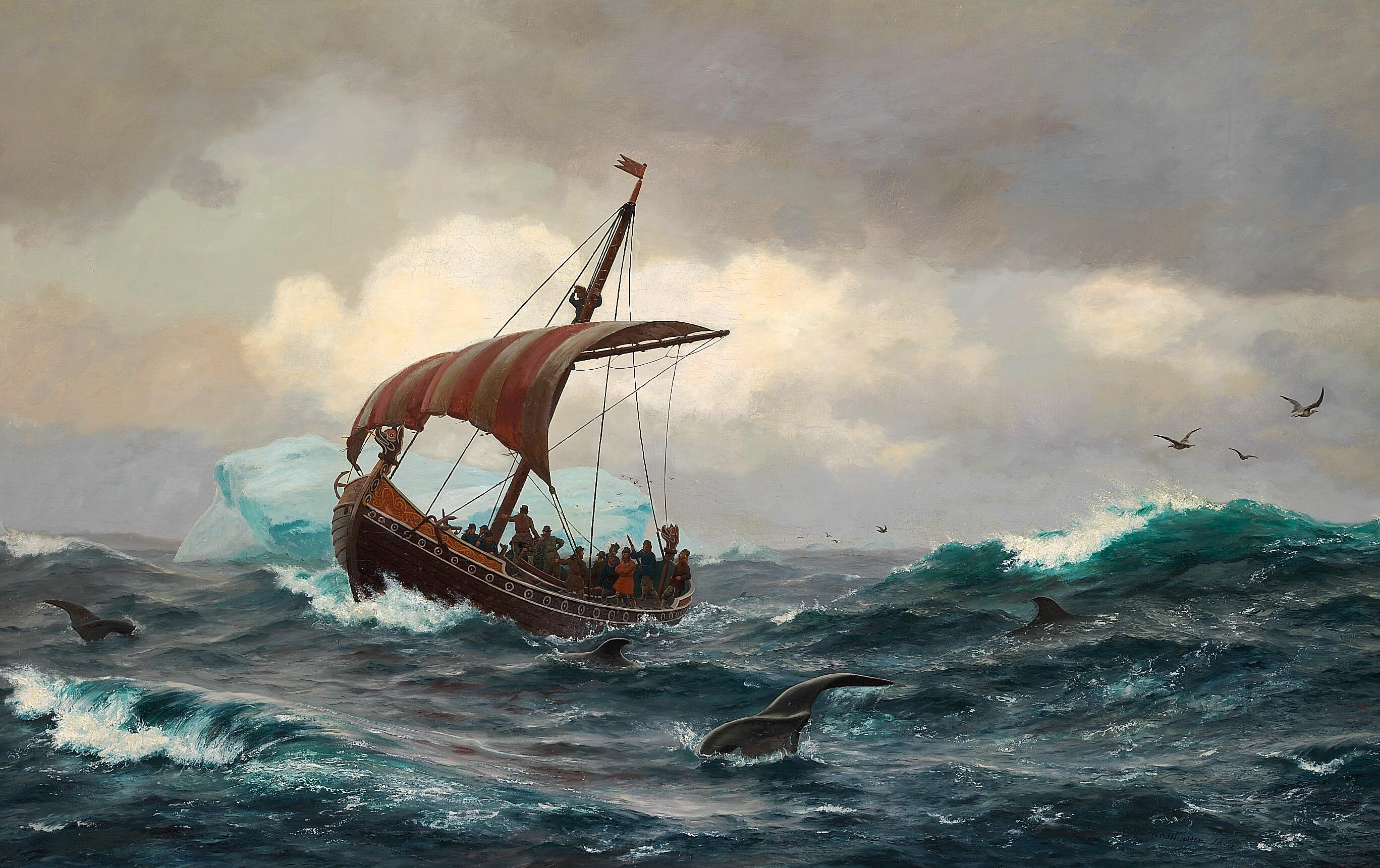
Лето на побережье Гренландии около 1000, :en:Carl Rasmussen

Сага о Гренландцах (исл. Grænlendinga saga) — исландская сага, описывающая путешествия викингов в Гренландию и Америку. В саге рассказывается о колонизации Гренландии Эриком Рыжим и путешествиях его детей и прочих викингов в Америку.
Сохранившаяся версия саги была написана в XIV веке, и является копией утерянной рукописи XIII века. При этом описываемые события относятся к 970—1030 годам.

## Содержание

### Эрик Рыжий и колонизация Гренландии
Эрик Рыжий (др.-сканд. Eiríkr rauði) родился в Норвегии. Вместе с семьёй он был изгнан из Норвегии за убийство и поселился в Исландии. Около 980 года Эрик был приговорён к трехлетнему изгнанию из Исландии за два убийства. Тогда он решил отплыть на запад и добраться до земли, которую в ясную погоду можно увидеть с вершин гор западной Исландии. Эрик отплыл в 982 году и достиг суши, которую он назвал Гренландией (др.-сканд. Grœnland — зелёная земля), в целях привлечения поселенцев. После двух лет изучения новых земель Эрик возвращается в Исландию и рассказывает о своих открытиях.
Вернувшись в 986 году в Исландию, Эрик начал подговаривать местных викингов к переселению на новые земли. Проведя одну зиму в Исландии, Эрик Рыжий отплыл из Исландии для колонизации Гренландии. Его экспедиция насчитывала 30 судов, но лишь 14 из них с 350 поселенцами добрались до Гренландии. Там Эрик основал на острове первое европейское поселение — Eystribyggd (Восточное поселение). У Эрика были дети, продолжившие исследования Гренландии и Америки: сыновья Лейф Эрикссон, Торвальд и Торстейн, а также дочь Фрейдис.

### ПутешествиеБьярни Херьюльфссона
Викинг по имени Бьярни Херьюльфссон (др.-сканд. Bjarni Herjólfsson) возвращается в Исландию после плавания в Норвегию и обнаруживает, что его отец эмигрировал в Гренландию. Он принимает решение следовать за ним.
Через три дня после отплытия корабль попадает в неблагоприятные погодные условия и сбивается с курса. После нескольких дней непогоды Бьярни достигает лесистого берега. Понимая, что это не Гренландия, Бьярни решает не сходить на берег и уплывает. По пути Бьярни находит новые земли, но все они не соответствует известному ему описанию Гренландии, и он не сходит на берег, несмотря на любопытство своих моряков. В конце концов, судно действительно достигает Гренландии и Бьярни остаётся там.
Бьярни упоминается также и в Саге об Эйрике Рыжем. Его называют «Бярни, сын Гримольва» (Bjarni Grímólfsson др.-исл.). Если верить саге, он снарядил экспедицию вместе с Гамли с Восточных фьордов и прибыл в Эйриков фьорд вместе с кораблём Карлсефни. Далее его след теряется.

### ЭкспедицияЛейфа Эрикссона

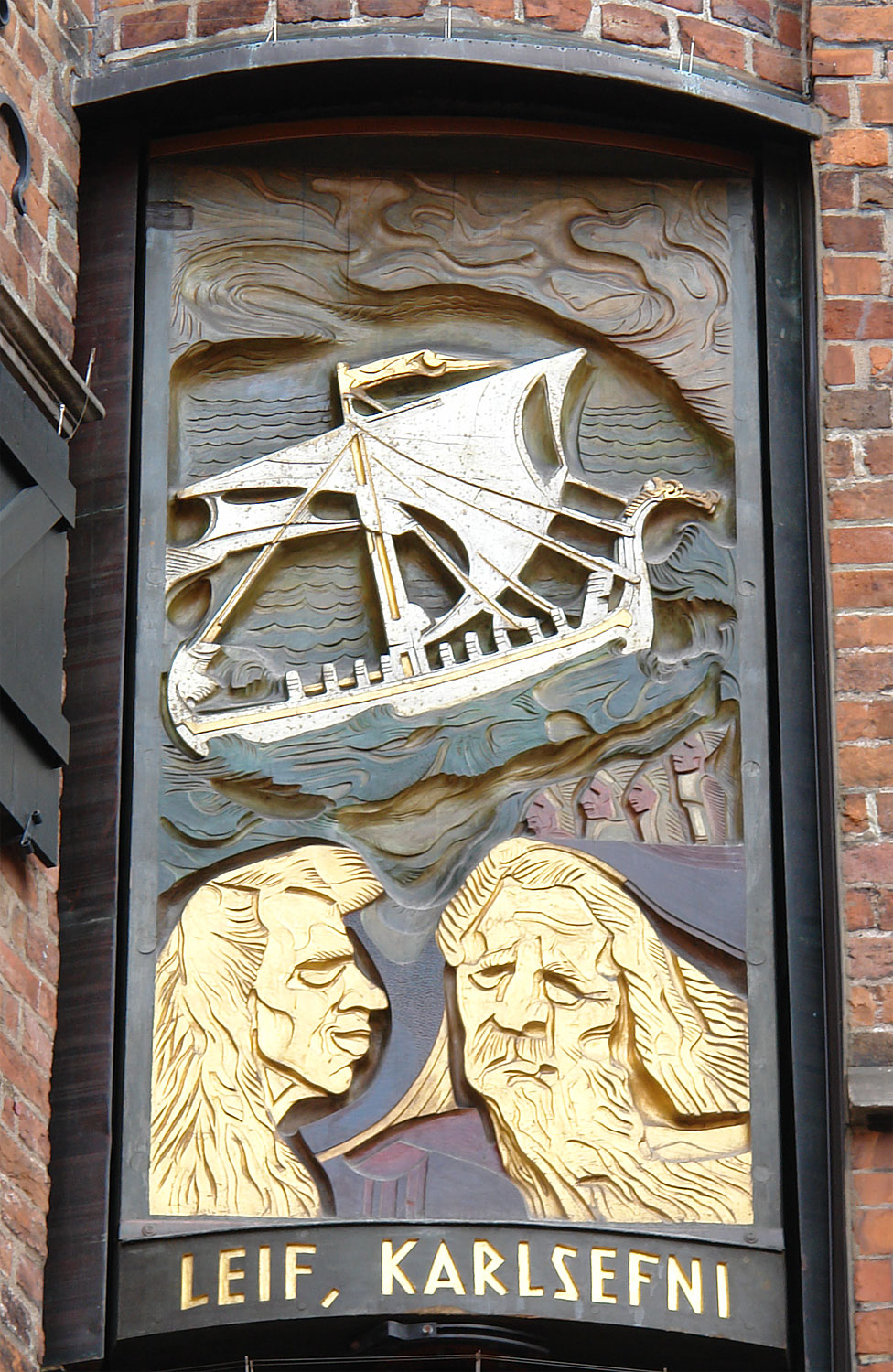
Памятная доска из бременского Дома колокольчиков, посвящённая Лейфу Эрикссону и Торфинну Карлсефни

Лейфа Эрикссона (др.-сканд. Leifr) заинтересовали открытия Бьярни, и он решил отправиться на запад. Лейф набирает экипаж из 35 человек и просит Эрика вести экспедицию. Поначалу Эрик не хочет никуда плыть, утверждая, что он слишком стар, но в конце концов соглашается. Когда Эрик едет на корабль, его лошадь спотыкается и Эрик падает на землю. Решив, что это дурное предзнаменование, он передает командование экспедицией Лейфу.
Отправившись на запад, Лейф и его команда находят те же земли, что описывал Бьярни, но в обратном порядке. Сначала они находят ледяные земли. Высадившись на берег, они не обнаруживают там ничего интересного и уплывают. Дальше они находят берега, покрытые плоскими каменными глыбами, и дают этим землям название Хеллуланд — «земля плоских камней». Наконец, уплыв ещё дальше, они находят заснеженные леса. Лейф называет это место Маркландом, и отправляется дальше.

Они вернулись на корабль и вышли в море, и открыли вторую страну. Они подходят к берегу и бросают якорь, затем спускают лодку и высаживаются. Эта страна была плоская и покрыта лесом. Всюду по берегу был белый песок, и берег отлого спускался к воде.
Лейф сказал:

— Надо назвать эту страну по тому, что в ней есть хорошего. Пусть она зовется Лесная Страна. Они поспешили назад на корабль и поплыли оттуда с северовосточным ветром, и были в открытом море двое суток.— Сага о гренландцах (пер. Михаил Иванович Стеблин-Каменский)
После двух дней плаванья они нашли новые земли, которые выглядели очень привлекательно. Мореплаватели решили оставаться там на зиму.
Исследуя новые земли, Лейф и его команда обнаружили виноград. После этого Лейф дал этой земле название Винланд — «земля винограда». Весной экспедиция вернулась обратно в Гренландию, взяв с собой много винограда. Во время этого плавания,Лейф спас людей потерпевших кораблекрушение. После чего его стали звать Лейф Счастливый. (др.-сканд. Leifr heppni).

### Экспедиция Торвальда
Торвальд (др.-сканд. Þorvaldr), брат Лейфа, также решает отправиться в Винланд. Лейф предлагает ему свой корабль для новой экспедиции и Торвальд соглашается. Набрав команду в 30 человек, он отплывает Винланд и основывают поселение там же, где был лагерь Лейфа. Они остаются там на зиму.
Весной Торвальд с командой отправляется ещё дальше на запад. Не обнаружив никаких признаков человеческого жилья, они возвращаются в свой лагерь на зиму. Следующим летом Торвальд исследует земли к востоку и к северу от своего поселения.
Экспедиция нашла красивые, благодатные земли. Торвальд сказал о них: «Здесь так красиво, что я хотел бы сделать это место своим домом». Возвращаясь на корабль, викинги увидели на песке следы, а пройдя по ним, наткнулись на три каноэ, в каждом из которых было по три человека. Они поймали их всех, кроме одного, который уплыл на каноэ. Викинги убили пойманых людей и вернулись в лагерь.
Но индейцы, которых викинги называли скрелингами (др.-сканд. Skrælingar), вскоре атаковали Торвальда и его людей. Торвальд получил смертельное ранение и был похоронен в Винланде. Его экипаж вернулся в Гренландию.

### Торстейн
Торстейн Эрикссон (др.-сканд. Þorsteinn) решает отправиться в Винланд, к телу брата. На том же самом корабле Торстейн отплывает с командой в 25 человек и женой Гудрид. Экспедиция так и не достигла Винланда, и после долгих скитаний по морю корабль попал обратно на побережье Гренландии. Зимой Торстейн заболевает и умирает, но предсказывает долгую и благополучную жизнь своей жене.

### ЭкспедицияТорфинна Карлсефни
В Гренландию приплывает норвежец Торфинн Карлсефни (др.-сканд. Þorfinnr karlsefni). Он влюбляется в Гудрид и они женятся. Торфинн набирает экипаж из 60 мужчин и 5 женщин, после чего, взяв с собой жену, отправляется в Винланд. Экспедиция находит старое поселение Торвальда и остаётся там на зиму.
Следующим летом группа индейцев пришла в поселение для торговли. Индейцы хотели получить оружие, но Торфинн запретил своим людям торговать им. Вместо этого индейцам предложили молочные продукты. Торг успешно завершился, и индейцы ушли.
Через несколько месяцев индейцы вернулись для торговли. Но на этот раз один из людей Торфинна убил одного индейца, тянувшегося к оружию викингов. Индейцы убежали. Вскоре индейцы возвращаются и атакуют, но уже подготовившиеся викинги отражают нападение. Переждав зиму, Торфинн с командой возвращается в Гренландию.

### Экспедиция Фрейдис
Фрейдис (др.-сканд. Freydís), дочь Эрика, тоже захотела получить почёт и богатства, связанные с путешествием в Винланд. Она заключила сделку с двумя мужчинами (Хельги и Финнбоги), что они будут помогать друг другу и разделят всю прибыль пополам.
В Винланде, Фрейдис убила своих спутников, пока они спали, и пригрозила смертью всем, кто расскажет об этом. После года пребывания в Винланде она возвращается в Гренландию и говорит, что Хельги и Финнбог решили остаться в Винланде.
Но слухи об убийстве достигли Лейфа, и под пытками Фрейдис призналась в содеянном.

### Конец саги
Торфинн получил хорошую прибыль от своих путешествий на запад. Позже он обосновался в Исландии с женой и сыном, а их потомки станут одними из первых исландских епископов.